# Regillus lacus
Der Regillus lacus war ein See im Gebiet der antiken Stadt Tusculum; er lag zwischen der Via Casilina und der Via Prenestina. Es handelt sich vermutlich um einen im 19. Jahrhundert trockengelegten Kratersee auf dem Gemeindegebiet von Monte Compatri nahe Frascati, dem „Pantano Secco“. 

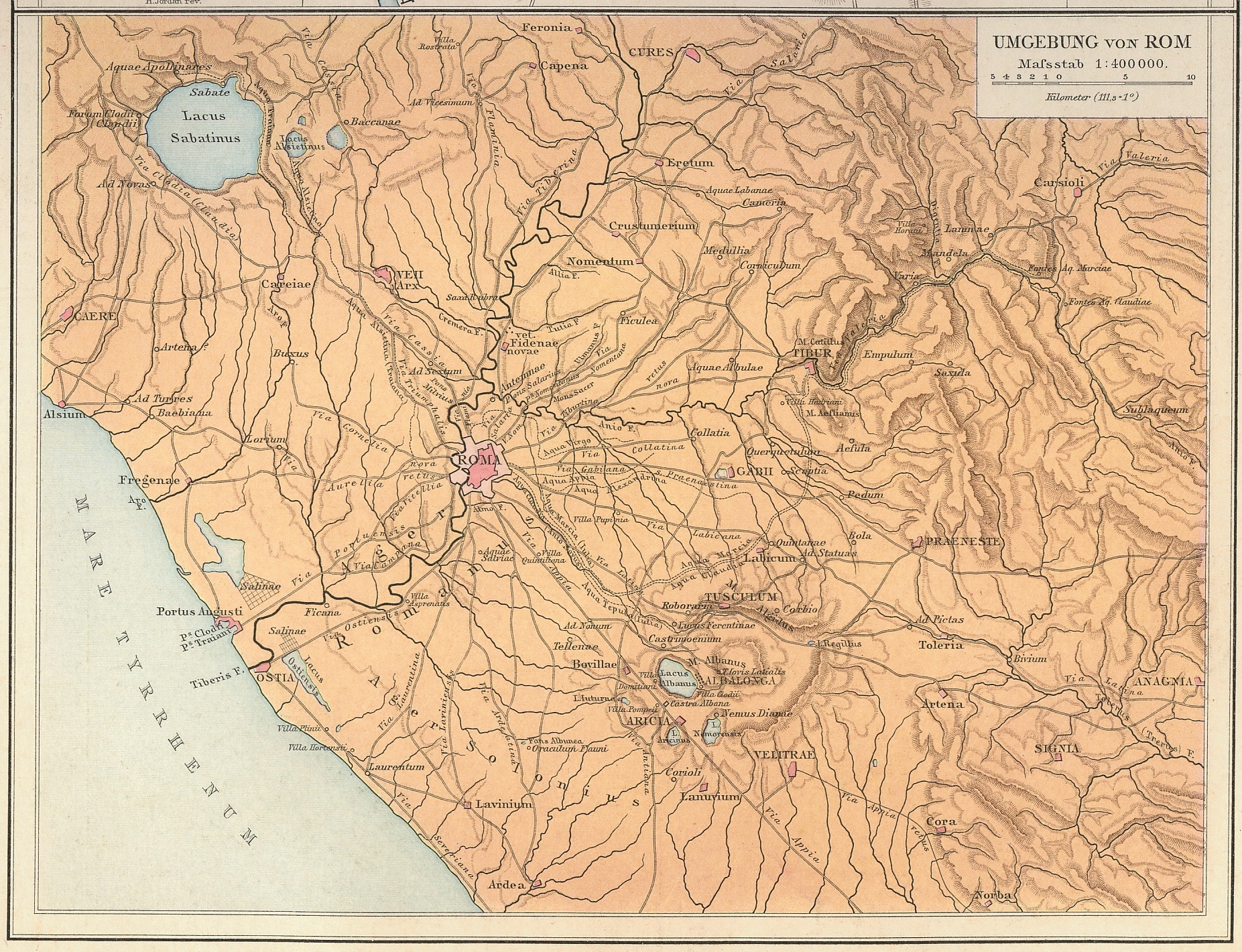
Die Umgebung Roms im Altertum. Östlich von Tusculum ist der L. Regillus eingezeichnet.

Am Regillus lacus fand zu Beginn des 5. Jahrhunderts v. Chr. die Entscheidungsschlacht im ersten Latinerkrieg der Römischen Republik statt. Ort und Jahr des Ereignisses sind nicht genau bekannt, die Überlieferungslage ist unsicher. Spannungen zwischen der noch jungen römischen Republik und den zuvor durch das monarchische Rom dominierten Nachbarorten führten an der Wende vom 6. zum 5. Jahrhundert v. Chr. zu einem unabhängigen Latinerbund. Die militärische Entscheidung fiel um 496 v. Chr. (es werden weitere Daten zwischen 509 und 493 v. Chr. vorgeschlagen) am Regillus lacus, der möglicherweise 4 km nördlich vom heutigen Frascati entfernt lag. Dabei unterlag die vom ehemaligen römischen König Lucius Tarquinius Superbus angeführte latinische Kavallerie dem römischen Hoplitenaufgebot. Allerdings konnte Rom die Latiner nicht völlig unterwerfen. Der folgende Friedensvertrag (foedus Cassianum) beinhaltete einen gleichberechtigten Verteidigungsbund zwischen Rom und den Latinern.
Der Krieg – wie die Geschehnisse vorher und nachher – ist nur lückenhaft überliefert, die Schlacht in legendärer Form. Der römische Diktator und Heerführer Aulus Postumius Albus habe dabei den von den Latinern verehrten Dioskuren (Kastor und Pollux), Schutzgöttern der Pferde und der Reiterei, einen eigenen Tempel und Kult versprochen, wenn sie sich auf die römische Seite stellen würden. Die gelungene Abwerbung der feindlichen Gottheit (exoratio) wurde mit dem Bau und der Einweihung des versprochenen Tempels 484 v. Chr. vergolten. Eine populäre Erzählung berichtete von der Erscheinung der Dioskuren selbst in der Schlacht und kurz darauf auf dem Forum Romanum, wo sie ihre Pferde an der Quelle der Juturna (Lacus Iuturnae), nahe beim späteren Dioskuren-Tempel (Aedes Castoris), getränkt und den Sieg der Römer verkündet haben sollen. 
In der weiteren Umgebung, rund um die Albaner Berge, liegen die in der Antike bedeutenden Orte Tusculum, Praeneste, Gabii, Velitrae, Lanuvium, Bovillae, Aricia.